# Kantarama Gahigiri

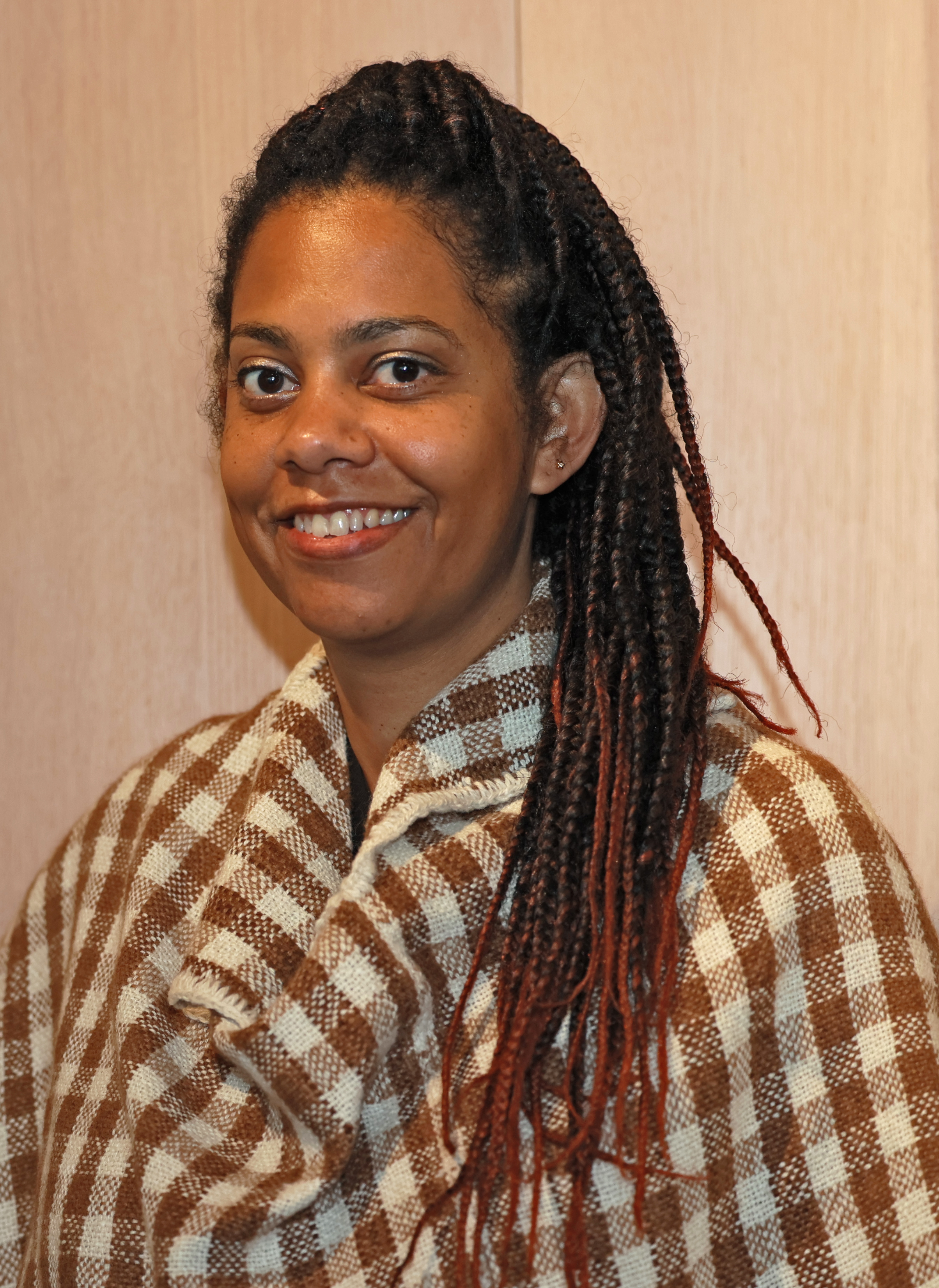
Kantarama Gahigiri, 2023

Kantarama Gahigiri (* 1976 in Genf) ist eine ruandisch-schweizerische Regisseurin, Drehbuchautorin und Schauspielerin.

## Leben
Nach einem Studium der Internationalen Beziehungen in der Schweiz entschied sie sich, zum Film zu gehen und absolvierte in New York einen Master in Kommunikation und Filmproduktion. Nach ersten Erfahrungen in der Filmindustrie dort drehte sie ihren eigenen Film: Tapis Rouge (2014), eine französisch-schweizerische Koproduktion. Der Film entstand in Ko-Regie mit Frédéric Ballif.
2019 war sie Teilnehmerin des Projektes 5x5x5, einer fünfwöchigen Residency in Zusammenarbeit mit den Kurzfilmtagen Winterthur und der Abteilung Video der Hochschule Luzern; im Rahmen dieses Projektes entstand ihr Kurzfilm Ethereality. Ethereality wurde nach der Premiere in Winterthur an über 80 Festivals gezeigt, u. a. Clermont-Ferrand, Hamburg und Go Short Nijmegen.
Im August 2022 war sie eingeladen, für das Projekt Postcards from the Future des Locarno Festivals einen Kurzfilm zu erstellen, der auf der Piazza Grande gezeigt wurde. Das Projekt umfasste Filme von Regisseuren und Regisseurinnen wie Claire Simon, Nadav Lapid, Annemarie Jacir und weiteren. Aus dem Material dieses Kurzfilmes entwickelte sie den Kurzfilm Terra Mater – Motherland, der seine Premiere 2023 im Kurzfilmwettbewerb der Berlinale feierte. Auch dieser Film wurde an diversen Festivals gezeigt, u. a. Red Sea Filmfestival, IDFA, Sundance, und mit mehreren Preisen ausgezeichnet.

## Filmografie
- 2012: Me + U (Fernsehserie)
- 2014: Tapis Rouge (Dokumentation)
- 2014: Pinot in the Grass (Kurzfilm)
- 2019: Ethereality (Kurzfilm)
- 2023: Terra Mater – Mother Land (Kurzfilm)

## Auszeichnungen
Für Tapis Rouge:
- Bester französischsprachiger Spielfilm, Geneva International Film Festival, 2014
- Beste Regie, Chelsea Film Festival, 2015
- Grand Prix, Festival International de Cinéma et Mémoire Commune Nador, 2015

Für Ethereality:
- Bester Kurzdokumentarfilm, FESPACO, 2021[17]

Für Terra Mater:
- Special Mention NEON Award, Mo&Friese Kinderfestival Hamburg, 2023[18]
- Nomination Schweizer Filmpreis: Bester Kurzfilm, 2024[19]